# Thörl
Thörl è un comune austriaco di 2 340 abitanti nel distretto di Bruck-Mürzzuschlag, in Stiria. Il 1º gennaio 2015 ha inglobato i precedenti comuni di Etmißl e Sankt Ilgen; ha lo status di comune mercato (Marktgemeinde).